# Ас-Сура-ас-Сагіра (нохія)
Нохія Ас-Сура-ас-Сагіра (араб. ناحية الصورة الصغيرة) — нохія у Сирії, що входить до складу мінтаки Шахба мухафази Ес-Сувейда. Адміністративний центр — місто Ас-Сура-ас-Сагіра.
До нохії належать такі поселення:

Нохія Ас-Сура-ас-Сагіра на мапі мінтака Шахба

- Ас-Сура-ас-Сагіра  → (Al-Surah al-Saghirah);
- Дакір → (Dhakir);
- Хазм → (Hazm);
- Аль-Хукуф → (al-Huquf);
- Аль-Халідія → (al-Khalidiyah);
- Халхала → (Khalkhalah);
- Лахіза → (Lahithah);
- Рудаймат-аль-Ліва → (Rudaymat al-Liwa);
- Ас-Салмія → (al-Salmiyah);
- Ас-Сура-аль-Кабіра → (al-Surah al-Kabirah);
- Умм Харатай → (Umm Haratayn);
- Аль-Ушаїб → (al-Ushayib);
- Хош Хаммад → (Hosh Hammad)